# كاثرين كريدو
كاثرين كريدو (بالإنجليزية: Cathryn Credo)‏ (مواليد 2 أغسطس 1997)، هي مُمثلة وعارضة أزياء تنزانية. أبرز أدوار كاثرين كانا مُشاركتها في الفيلمين فطومة سنة 2018 وباهاشا في نفس السنة.

## وصلات خارجية
- كاثرين كريدو على موقع IMDb (الإنجليزية)